# Милушин
Милушин (укр. Милушин) — село в Луцкой городской общине Луцкого района Волынской области Украины.
Код КОАТУУ — 0722883704. Население по переписи 2001 года составляет 218 человек. Почтовый индекс — 45630. Телефонный код — 332. Занимает площадь 0,48 км².